# Grb Občine Bohinj
Grb Občine Bohinj je predstavljen na ščitu, katerega osnovna barva je zelena, obrobljen pa je s črnim robom. Spodnji rob ščita je ovalen, v sredini pa je osrednji motiv, stilizirani lik cekve sv. Janeza in mostu čez izliv Bohinjskega jezera. Pod mostom se do spodnjega roba izmenjujejo enako široki beli in modri vzporedni pasovi, ki predstavljajo Bohinjsko jezero. Streha cerke Sv. Janeza je rdeče barve, v zgornjem desnem kotu ščita pa se nahaja pravokotni trikotnik, modre barve, ki ponazarja nebo in je od zelene podlage na levi ločen s tanko belo črto. 